# Estadio Municipal Walter Ribeiro
El Estadio Municipal Walter Ribeiro también llamado Centro de Integração Comunitário Walter Ribeiro es un estadio multiusos ubicado en la ciudad de Sorocaba, en el estado de São Paulo, Brasil. El estadio inaugurado el 14 de octubre de 1978 recibe los juegos del Esporte Clube São Bento que disputa el Campeonato Paulista y el Campeonato Brasileño de Serie B. El estadio posee una capacidad para 14.000 personas.
El nombre del estadio homenajea al experiodista Walter Ribeiro, que fue vicepresidente de la Asociación de los Cronistas Deportivos de Sorocaba - ACES y director tesorero de la Asociación Sorocabana de Prensa. Walter Ribeiro falleció trágicamente víctima de un accidente automovilístico el día 24 de agosto de 1975.

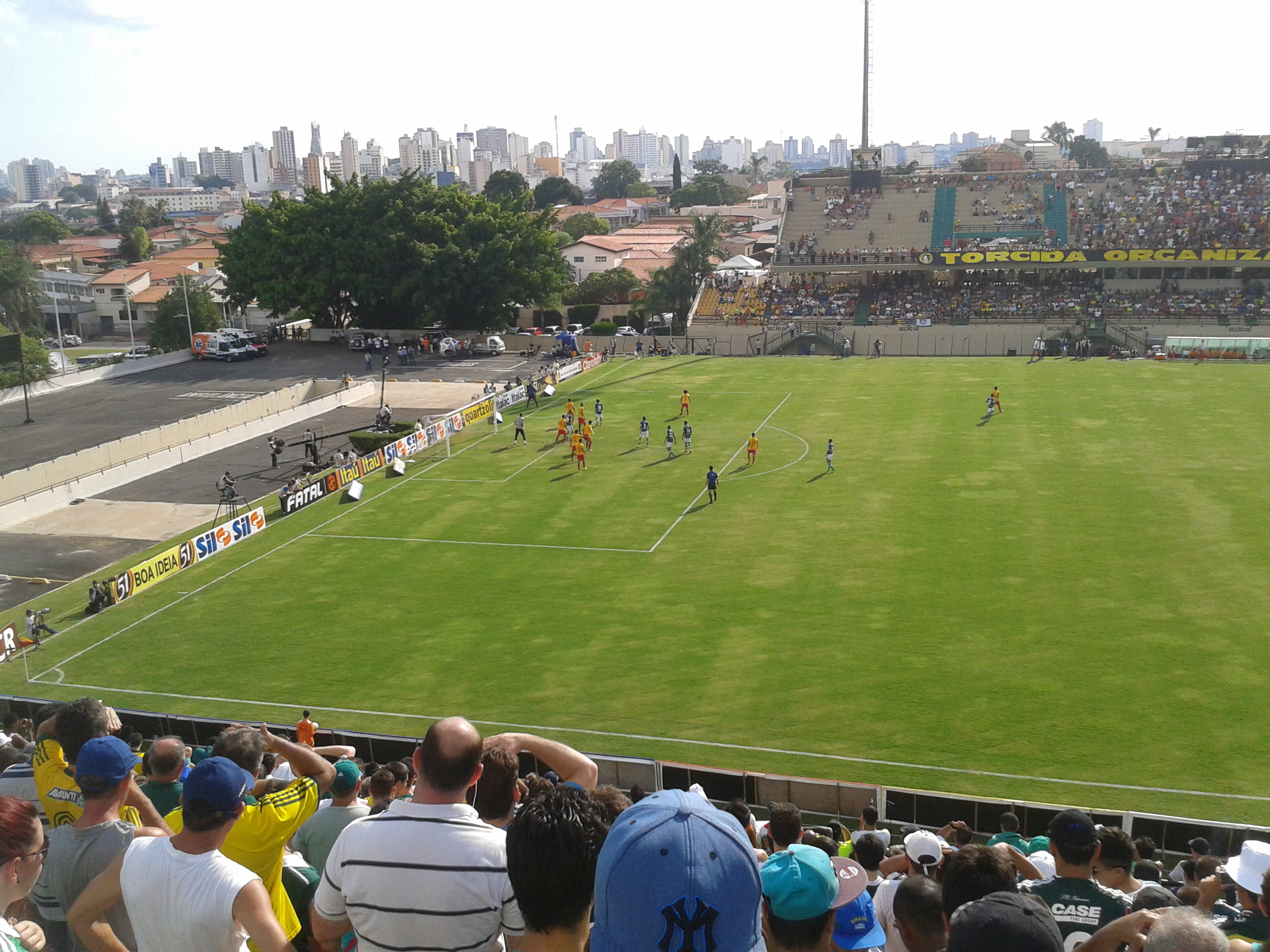
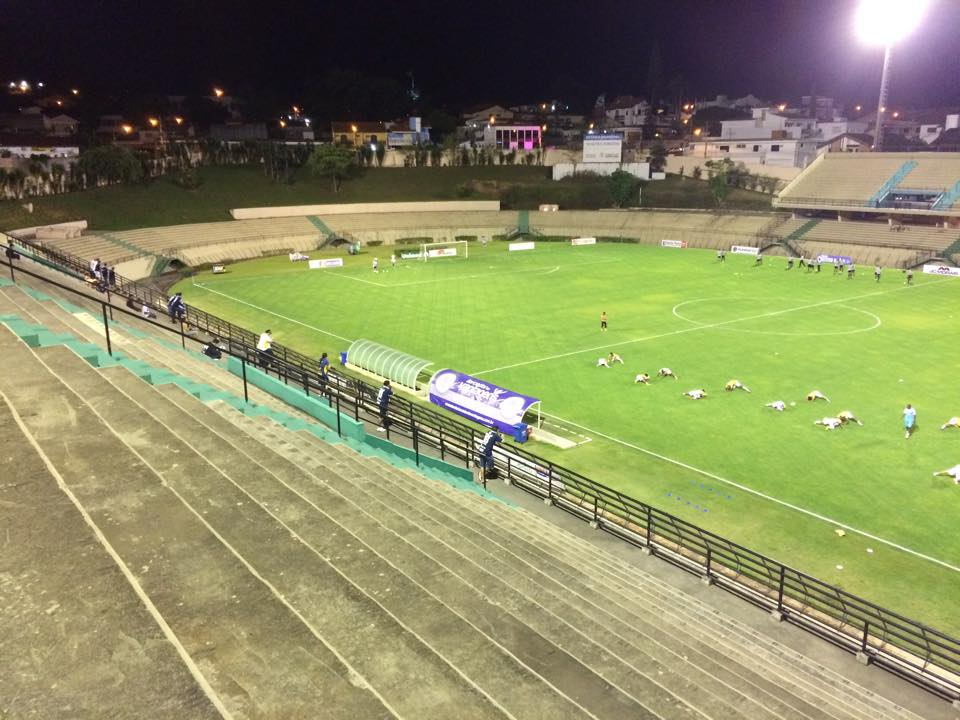